# Трансфлюенція і дифлюенція льодовиків

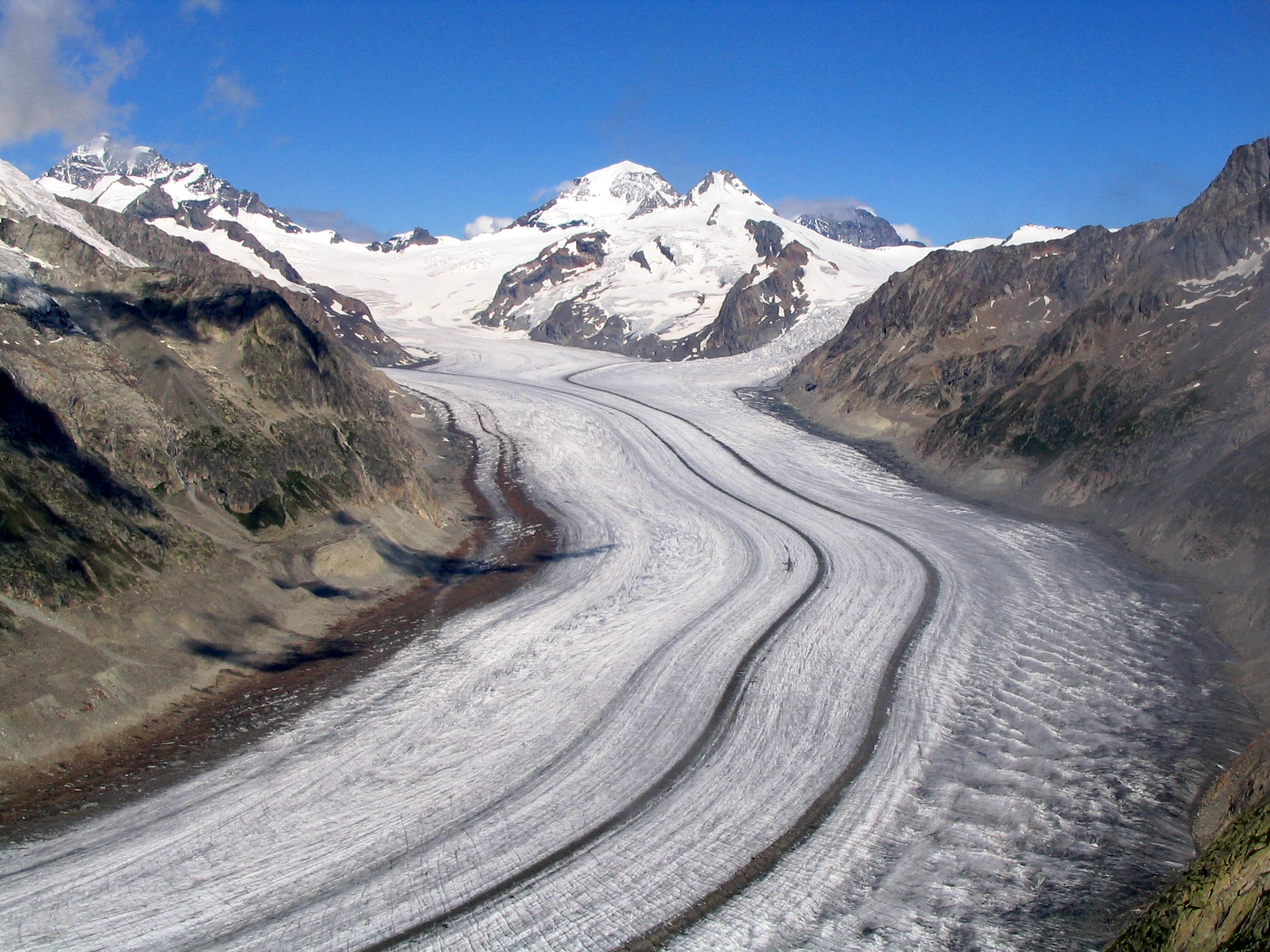
Злиття льодовиків (у вершині ущелини).

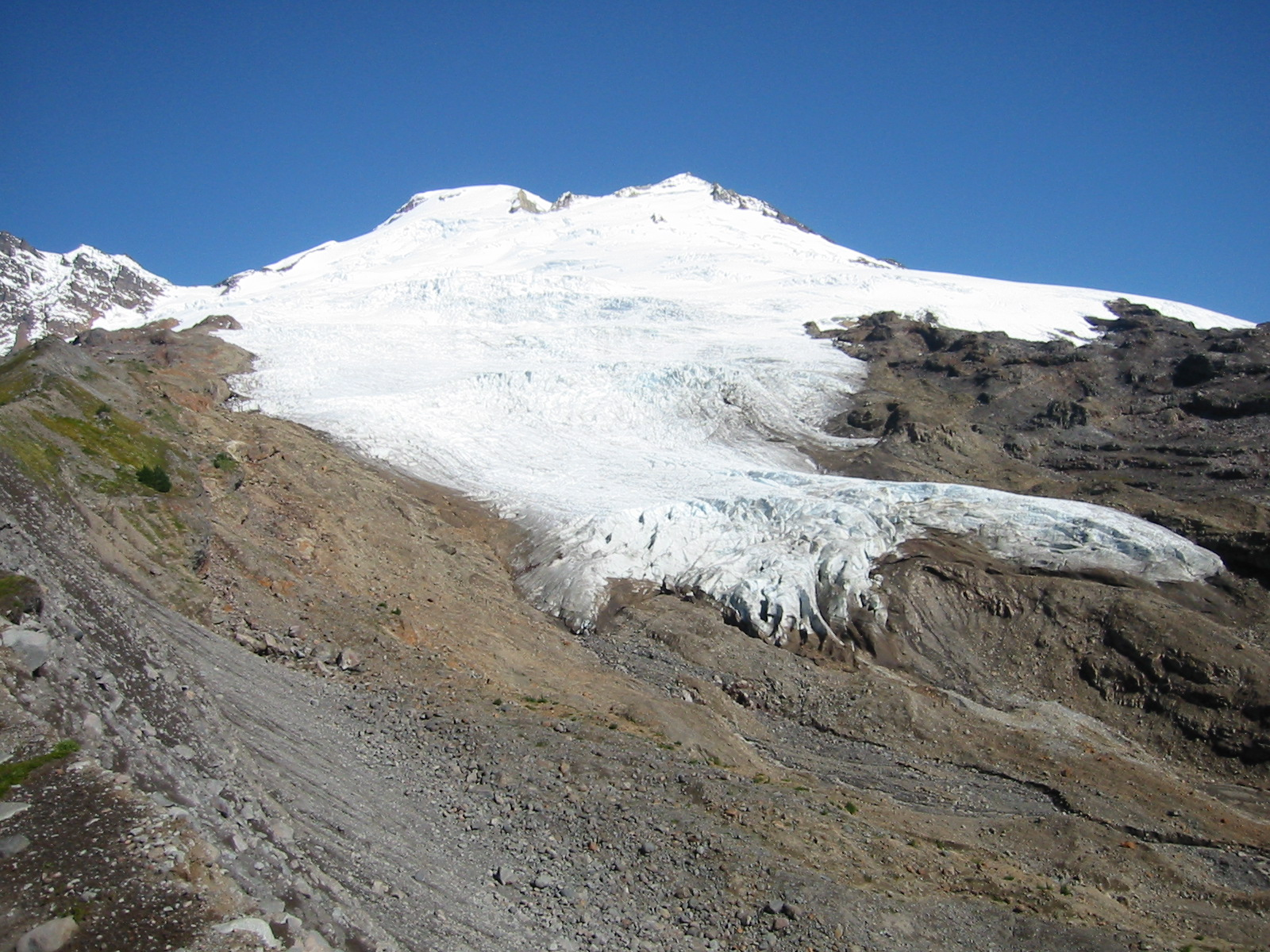
Виокремлення язиків льодовика.

Трансфлюенція і дифлюенція льодовиків – явища, що супроводжують течію льодових мас – злиття льодовиків і їхнього розгалуження на окремі язики. 
- Дифлюенція льодовиків (від difflusio - розтікання, поширення) - розгалуження льодовика в обл. його абляції, з вільним закінченням язиків.

- Трансфлюенція льодовиків - перетікання, що веде до злиття суміжних льодовиків.